# Anisodes subviolescens
Anisodes subviolescens là một loài bướm đêm trong họ Geometridae.